# Quand t'es dans le désert
Quand t'es dans le désert est un titre de chanson de Jean-Patrick Capdevielle, sorti en 1979. C'est le succès qui le fait connaître.

## Historique
Ce titre est sur le premier album studio de Jean-Patrick Capdevielle, Les Enfants des ténèbres et les Anges de la rue, et en face B d'un de ses 45 tours. Mais bien qu'en face B, c'est ce titre, aux paroles un peu énigmatiques, qui est retenu par les radios et devient un tube.
Il aurait été écrit rapidement alors qu'il manquait un titre pour finaliser l'album.
Les paroles mystérieuses ont été comprises comme faisant allusion à Raymond Barre (qui serait le « le gros clown sinistre, au pouvoir » cité dans les paroles), Valéry Giscard d'Estaing (le « piètre accordéoniste » dans ces mêmes paroles) et François Mitterrand (« Caïn »), trois personnalités majeures de la vie politique française de l'époque. Dix ans après mai 68, ce titre est quelquefois considéré comme l'hymne d'une génération déçue par la politique : « les politiciens finiront tous un jour au fond d'un asile » disent encore les paroles de ce tube. Le 45 tours se vend à 200 000 exemplaires. L'album est double disque d'or.

## Reprises
La chanson est reprise par :
- Richard Gotainer sur la compilation Les Plus Belles Chansons françaises : 1980 sortie en 1996
- Alexandre Balduzzi et Georges-Alain Jones sur l'album Star Academy fait sa boum sorti en 2002
- Philippe Katerine et Francis et ses peintres sur l'album 52 reprises dans l'espace sorti en 2011
- Jeanne Mas sur l'album Goodbye je reviendrai  sorti en 2019